# Klosterhäseler
Klosterhäseler este o comună din landul Saxonia-Anhalt, Germania.